# Isabel-Clara Simó
Pour les articles homonymes, voir Simo (homonymie).
Œuvres principales
Històries perverses
Isabel-Clara Simó i Monllor, née le 4 avril 1943 à Alcoi (Alicante, Espagne) et morte à Barcelone (Catalogne, Espagne) le 13 janvier 2020, est une écrivaine et journaliste espagnole.

## Biographie
Comme journaliste, Isabel-Clara Simó a été directrice de la publication Canigó et travaillé pour le journal Avui. Elle a été déléguée du Département de la Culture de la Generalitat de Catalunya.
En 1999 elle reçoit la Creu de Sant Jordi, distinction décernée par la Generalitat de Catalogne.
En 2001, elle a reçu le prix Andròmina pour son œuvre Hum ... Rita!: L'home que ensumava dones, et en 2004 le prix Crítica dels Escriptors Valencians pour son essai En legítima defensa. En 2007, elle a remporté le Premi de Novel·la Ciutat d'Alzira avec El meu germà Pol.
En 2009, elle a reçu le prix Trajectòria à la Setmana del Llibre en Català. Selon l'organisation, ce prix reconnaît l'énorme travail de l'écrivaine et ses efforts pour protéger la langue catalane. En 2013, elle a reçu la médaille d'or du conseil municipal d'Alcoi, ainsi que sa clé de la ville. 
En 2017, elle a remporté le Premi d'Honor de les Lletres Catalanes.

## Œuvre

### Romans
- 1983 : Júlia, Barcelone, La Magrana
- 1985 : Ídols, Barcelone, La Magrana
- 1986 : T'estimo, Marta, Barcelone, La Magrana
- 1986 : El secret d'en Toni Trull, Barcelone, Barcanova
- 1987 : El mossèn, Barcelone, Plaza i Janés
- 1990 : Els ulls de Clídice, Barcelone, Ed. 62,
- 1990 : La veïna, Barcelone, Àrea, 1990
- 1991 : Una ombra fosca com un núvol de tempesta, Barcelone, Àrea
- 1991 : La Nati, Barcelone, Àrea, 1991
- 1992 : El Mas del Diable, Barcelone, Àrea
- 1992 : Raquel, Barcelone, Columna (littérature de jeunesse)
- 1994 : La salvatge, Barcelone, Columna
- 1995 : La innocent, Barcelone, Columna,
- 1996 : Joel, Barcelone, Columna[3],
- 1998 : El professor de música, Barcelone, Columna
- 1998 : De nom, Emili, Barcelone, Columna
- 1999 : El gust amarg de la cervesa, Barcelone, Columna
- 2000 : T'imagines la vida sense ell?, Barcelone, Columna
- 2001 : Hum... Rita!: L'home que ensumava dones, Valence, Eliseu Climent / 3i4
- 2002 : L'home que volava en el trapezi, Barcelone, Columna
- 2006 : Adéu-suau, Barcelone, Ed. 62
- 2006 :Dora diu que no, Alzira, Bromera (littérature de jeunesse)
- 2007 : El caníbal, Barcelone, Columna
- 2008 : El meu germà Pol, Alzira, Bromera
- 2010 : Amor meva, Barcelone, Ed. 62[4]
- 2012 : Un tros de cel, Alzira, Bromera
- 2013 : Els invisibles, Barcelone, Amsterdam[5],[6],[7],[8],[9]
- 2013 : La vida sense ell (nouvelle version de T'imagines la vida sense ell?), Alzira, Bromera
- 2015 : L'amant de Picasso, Alzira, Bromera
- 2016 :Jonàs, Barcelone, Edicions 62

### Narrative
- 1979 : És quan miro que hi veig clar, Barcelone, Selecta
- 1985 : Bresca, Barcelone, Laia
- 1987 : Alcoi-Nova York, Barcelone, Ed. 62
- 1992 : Històries perverses, Barcelone, Ed. 62
- 1995 : Perfils cruels, Barcelone, Ed. 62
- 1997 : Dones, Barcelone, Columna
- 1997 : En Jordi i la sargantana, Barcelone, Columna (littérature de jeunesse)
- 1999 : Contes d'Isabel: antologia, Barcelone, Columna
- 2000 : Sobre el nacionalisme (Carta al meu nét), Barcelone, Columna
- 2001 : Estimats homes (Una caricatura), Barcelone, Columna
- 2003 : En legítima defensa, Barcelone, Columna
- 2004 : Angelets, Barcelone, Ed. 62
- 2008 : Adéu Boadella, Barcelone, Mina
- 2010 : Homes, Alzira, Bromera
- 2014 : Tota aquesta gent, Barcelone, Edicions 62

### Autres
Théâtre
- 1990 : ... I Nora obrí la porta, Barcelone, Revista Entreacte
- 2004 : Còmplices, Alzira, Bromera
- 2012 : La visita, Alzira, Bromera

Œuvres dramatiques représentées
- 1982 : Dona i Catalunya, Institut français
- 1999 : Dones. Mite-les, Barcelone, théâtre Regina
- 2003 :Còmplices. Pep Cortès, Granollers, théâtre de Ponent

Poésie
- 1995 : ABCDARI, Alcoi, Marfil
- 2009 : El conjur, Barcelone, Ed. 62

Études littéraires
- 2005 : Si em necessites, xiula, Barcelone, Ed. 62

Textes autobiographies
- 2009 : Els racons de la memòria, Barcelone, Ed. 62

Recherche et diffusion
- 1989 : El món de Toni Miró, Valence, Ed. de la Guerra

## Distinctions
- 1978 : Prix Víctor Català, pour És quan miro que hi veig clar
- 1985 : Critique de la Communauté valencienne, pour Ídols
- 1993 : Prix de la critique Serra d'Or pour Històries perverses
- 1993 : Prix Sant Jordi du roman pour La salvatge
- 1994 : València de Literatura-narrativa pour La innocent
- 1999 : Crítica dels Escriptors Valencians de narrativa pour El professor de música
- 2001 : Premis Octubre - Prix Andròmina de narrative pour Hum... Rita! : L'home que ensumava dones
- 2002 : APPEC (Associació de Publicacions Periòdiques en Català)
- 2004 : Crítica dels Escriptors Valencians d'assaig pour En legítima defensa
- 2007 : Prix Ville d'Alzira de roman pour El meu germà Pol
- 2009 : Crítica dels Escriptors Valencians d'assaig pour Adéu Boadella
- 2009 : Premi Trajectòria de la Setmana del Llibre en Català
- 2009 : Prix Pompeu Fabra
- 2010 : Prix Joanot Martorell de narrative de Gandia pour Amor meva
- 2011 : Ciutat d'Alcoi de teatre pour La visita
- 2013 : Memorial Jaume Fuster de l'AELC pour l'ensemble de sa carrière
- 2013 : Médaille d'Or de la ville d'Alcoi